# Douglas Emerson
Douglas Emerson, né le 5 octobre 1974, à Glendale, en Californie, est un acteur américain

## Biographie
Il a commencé à tourner en faisant de nombreuses publicités alors qu'il était encore enfant. Il est principalement connu pour son rôle de Scott Scanlon, le meilleur ami de David Silver dans les deux premières saisons de la série Beverly Hills 90210, (où à l'origine, il était pressenti pour jouer le rôle de David Silver) ainsi que pour le rôle d'Eddie Beckner dans le film d'horreur culte américain Le Blob.
Scott Scanlon est un nouvel élève au lycée de Beverly Hills, gauche, timide, et doué en informatique, et surtout le meilleur ami de David Silver. Alors que, au fur des épisodes, David devient populaire et se rapproche de ses nouveaux amis Steve, Brandon, Dylan, Kelly et les autres, il délaisse Scott et leur amitié en souffre. Dans la deuxième saison de la série, Emerson n'apparaît plus au générique de la série, mais est seulement crédité en guest-star. Son personnage va finir par se tuer accidentellement à sa fête d'anniversaire après avoir jonglé avec un révolver, déclenchant ainsi l'arme et se tuant sur le coup, sous les yeux de David, son meilleur ami, qui en sera durablement perturbé.
Après avoir quitté la série, Douglas Emerson arrête le métier de comédien définitivement. Il étudie à l'université de Pepperdine, où il rencontre sa femme, Emily Barth. En 1996, Douglas Emerson devient militaire, comme son père et un de ses frères, et décide de s'enrôler dans l' U.S Air Force où il devient sergent-chef. Il a reçu une douzaine de médailles pour des missions durant la guerre du Kosovo.
Il a quitté l'US Air Force en 2003 et vit aujourd'hui à Denver avec sa femme et ses deux enfants. 

## Filmographie partielle
- 1982 : CHiPs. Le gamin dans la voiture (saison 5, épisode 20 : Le sens du devoir).
- 1982 : Herbie, the Love Bug, de Bill Bixby, Charles S. Dubin et Vincent McEveety (série télévisée en cinq épisodes de 48 minutes). Robbie Mc Lane. (5 épisodes)
- 1984 : Les Routes du paradis. Série télévisée. Donny Wells. (saison 1 épisode 12 : Hôtel des rêves)
- 1985 : Alfred Hitchcock présente. Série télévisée. L'enfant soldat. (1 épisode)
- 1985 : Wildside. Série télévisée. Markie Jonsen. (1 épisode)
- 1986 : La Treizième Dimension. Série télévisée. Roger. (saison 1, épisode 16 : L'ascenseur)
- 1986 : Brothers. Harry (1 épisode)
- 1986 : Trapper John, M.D. (en). Série télévisée. Morgan Christmas (saison 7 épisode 12: Life, Death and Dr Christmas)
- 1986 : Body Slam (en)- Le gamin dans le parking.
- 1986 : Le Monde merveilleux de Disney. Harry. (1 épisode)
- 1987 : Million Dollar Mystery. Howie Briggs.
- 1988 : Le Blob. Eddie Beckner
- 1990-91 : Beverly Hills 90210. Série télévisée. Scott Scanlon. (saison 1 et 2, 24 épisodes)